# Lee Bermejo
Lee Bermejo es un dibujante de cómics estadounidense cuyo trabajo publicado incluye tanto ilustraciones como portadas.

## Carrera
La carrera de Lee Bermejo empezó en 1997 como becario en WildStorm. Es autodidacta, con poca formación artística de carácter académico. Su primer trabajo acreditado para los cómics apareció en el número 43 de Gen¹³ (septiembre de 1999). Junto al guionista Joe Kelly y al dibujante Doug Mahnke, Bermejo realizó la historia "What's So Funny About Truth, Justice & the American Way?", publicada en el número 775 de Action Comics (marzo de 2001). Colaboró con Brian Azzarello en la miniserie Lex Luthor: Man of Steel en 2005 y en la novela gráfica Joker, en 2008. En 2009, Bermejo dibujó una historia de Superman para la miniserie Wednesday Comics. Bermejo escribió y dibujó la novela gráfica Batman: Noël en 2011. Volvió a trabajar con Azzarello en la miniserie Antes de Watchmen: Rorschach en 2012 y 2013. En 2015, Bermejo dibujó la serie Suiciders para Vertigo y We Are Robin para DC Comics.

## Premios
- 2008: IGN Comics Award - Mejor novela gráfica de 2008, por  Joker (DC Comics).
- 2015: Premios Eisner - Mejor relato corto por "Rule Number One" (nominado).